# Blepephaeopsis yagii
Blepephaeopsis yagii là một loài bọ cánh cứng trong họ Cerambycidae.